# Mari Holden
Mari Kim Holden (nascida em 30 de março de 1971) é uma ciclista norte-americana que competiu no ciclismo nos Jogos Olímpicos de Verão de 2000 sob a bandeira dos Estados Unidos, onde ganhou a medalha de prata na prova de contrarrelógio individual feminino.